# Transformers – Der Kampf um Cybertron
Transformers – Der Kampf um Cybertron (im Original The Transformers: The Movie) ist ein US-amerikanischer Zeichentrickfilm aus dem Jahr 1986, der auf Hasbros Spielzeugserie Transformers basiert. In den USA stellte der Film einen Übergang zwischen der zweiten und dritten Staffel der Transformers-Zeichentrickserie dar. In Deutschland lief der Film nie im Kino, sondern wurde erst im Jahr 1994 auf RTL plus ausgestrahlt. Sowohl in den USA als auch in Deutschland wurde der Film auch auf DVD veröffentlicht.

## Hintergrund
Bereits 1984, während der Entwicklung der ursprünglichen Transformers-Spielzeug- und Zeichentrickserie, beabsichtigte Hasbro, Zeichentrickfilme zu den drei Spielzeugserien G.I. Joe, Mein kleines Pony und den Transformers ins Kino zu bringen. Produziert werden sollte der Film, wie schon die Zeichentrickserie, von Sunbow Productions und der zu Marvel Comics gehörenden Firma Marvel Productions. Die Animation sollte, wie schon im Falle eines Großteils der Folgen der ersten beiden Staffeln der Zeichentrickserie, von Toei Animation stammen. Das Drehbuch stammte von Ron Friedman, und als Regisseur wurde Nelson Shin, einer der Produzenten der Zeichentrickserie, verpflichtet.
Ziel des Filmes war es, die Figuren, deren Spielzeuge 1984 auf den Markt kamen, aus dem Weg zu räumen und Platz für neue Figuren zu schaffen. Während die Spielzeugfiguren, die Hasbro von 1984 bis 1986 veröffentlichte, noch auf Figuren basierten, die bereits zuvor von der japanischen Partnerfirma Takara (heute TakaraTomy) im Rahmen der Spielzeugserien Diaclone und Microman veröffentlicht worden bzw. zumindest ursprünglich für diese vorgesehen gewesen waren, sollten die im Film auftretenden Figuren und die dazugehörigen Spielzeuge erstmals für den Film ganz neu entwickelt werden.
Dem philippinischen Künstler Floro Dery, der bereits an der Entwicklung der Animationsdesigns der Figuren aus der Serie beteiligt war, fiel die Aufgabe zu, die neuen Figuren zu entwickeln, aus denen Hasbro und Takara dann neue Spielzeugfiguren herstellen konnten – zu jener Zeit ein absolutes Novum. Dies hatte allerdings zur Folge, dass sich die Ästhetik der Figuren sehr stark von jener der bisher veröffentlichten Figuren unterschied, so wurden beispielsweise die realistischen Fahrzeugformen durch futuristische Fantasiemodelle ersetzt. Die einzige Ausnahme stellte die Figur des Ultra Magnus dar, dessen Spielzeugfigur auf einer Diaclone-Variante derselben Figur basierte, die auch schon als Vorlage für Optimus Prime gedient hatte.
Die übrigen Figuren waren auf Seiten der Autobots der Veteran Kup, der schnelle Blurr und der junge Hot Rod, ferner dessen verbesserte Form, der neue Autobot-Anführer Rodimus Prime, der „Triple Changer“ Springer, der sich gleich in zwei verschiedene Formen verwandeln konnte, der reimende Wheelie sowie ein weiblicher Autobot namens Arcee, während auf Seiten der Decepticons der neue Anführer Galvatron und seine Handlanger Cyclonus und Scourge hinzukamen. Weitere Figuren aus dem Film waren die als „Junkions“ bekannten Müllsammler, deren Anführer Wreck-Gar ebenfalls als Spielzeugfigur – aus Gründen der Übersichtlichkeit als „Autobot“ – erschien, ferner die Bewohner des Planeten Lithone, der Weltenverschlinger Unicron und die Quintessons sowie ihre Handlanger, die Sharkticons. Von letzteren erschien eine Spielzeugfigur namens „Gnaw“, die wiederum aus Gründen der Übersichtlichkeit als „Decepticon“ vermarktet wurde. Die Bewohner Lithones, die Quintessons sowie Unicron und Arcee erschienen derweil nicht als Spielzeuge, obwohl von den beiden letzteren Prototypen entwickelt wurden.
Das ursprüngliche, von Ron Friedman verfasste Drehbuch wurde von Flint Dille, dem Drehbuchkoordinator der kommenden 3. Staffel der Zeichentrickserie, und dem künstlerischen Leiter, Jay Bacal (von Sunbow), als „unverständlich“ bezeichnet. Unter dem Arbeitstitel „The Secrets of Cybertron“ wurde ein konkurrierendes Drehbuch von den beiden verfasst. Ebenfalls beteiligt am alternativen Drehbuch waren die Comicautoren Roger Slifer, Steve Gerber und Frank Miller. Im Gegenzug steuerte Dille ein paar Ideen zu Millers Comic Batman – Die Rückkehr des Dunklen Ritters, an dem dieser zur selben Zeit arbeitete, bei. Dennoch wird im fertigen Film Friedmans Drehbuch beibehalten und damit nur er als Drehbuchautor genannt, während Dille lediglich einen Credit als „Drehbuchberater“ erhielt.
Aufgrund der langen Vorproduktion des Films kam es zu zahlreichen inhaltlichen Konflikten mit der Zeichentrickserie. So stellte sich im Film heraus, dass Optimus Prime die „Matrix der Führerschaft“, ein Objekt mit besonderen Eigenschaften, in seiner Brust trug, obwohl diese in den beiden ersten Staffeln der Serie nie erwähnt wurde. Auch kamen viele der Spielzeugfiguren des Jahres 1986, die bereits im Laufe der zweiten Staffel der Zeichentrickserie eingeführt worden waren, im Film selbst nicht vor.
Während die bereits zuvor in der Serie aufgetretenen Charaktere weiterhin von den etablierten Sprechern vertont wurden, besetzte man viele der neuen Figuren mit bekannten Film- und Fernsehdarstellern. So wurde Galvatron beispielsweise von Leonard Nimoy gesprochen, während Unicron die letzte Arbeit des noch vor der Fertigstellung des Films verstorbenen Orson Welles darstellte. Entgegen anderslautenden Gerüchten konnte Welles jedoch vor seinem Tod sämtliche Dialoge aufnehmen und musste nicht an einigen Stellen durch Nimoy ersetzt werden.

## Inhalt
Der Film spielt im Jahr 2005, zwanzig Jahre nach Ende der zweiten Staffel der Transformers-Zeichentrickserie. Megatron und seine Decepticons haben Cybertron, den Heimatplaneten der Transformers, erobert, während sich Optimus Prime und seine Autobots auf Stützpunkte auf den beiden Monden des Planeten zurückgezogen haben und von dort aus die Rückeroberung ihrer Heimatwelt planen. Außerdem haben die Autobots auf der Erde eine Stadt mit Namen Autobot City errichtet. Spike Witwicky, der menschliche Freund der Autobots, ist erwachsen geworden und hat einen Sohn namens Daniel.
Die Handlung des Films beginnt mit einem Großangriff der Decepticons auf Autobot City, in dessen Verlauf zahlreiche Autobots ums Leben kommen. Es kommt zu einem Zweikampf zwischen den beiden Erzrivalen Optimus Prime und Megatron, der damit endet, dass beide Kontrahenten schwer verwundet werden. Während die Decepticons den Rückzug nach Cybertron antreten, stirbt Optimus Prime an seinen Wunden und übergibt seinem Nachfolger Ultra Magnus die „Matrix der Führerschaft“.
Auf dem Rückweg zurück nach Cybertron setzt Megatrons Stellvertreter Starscream, der zuvor schon mehrfach versucht hatte, selbst das Kommando über die Decepticons an sich zu reißen, Megatron selbst sowie einige andere schwer verwundete Decepticons im All aus. Dort begegnen sie dem Planetenvernichter Unicron, der zu Beginn des Films den Planeten Lithone verschlungen hat. Unicron verwandelt Megatron in Galvatron, stellt ihm die neuen Krieger Cyclonus und Scourge zur Seite und erteilt ihm den Auftrag, die Matrix der Autobots zu vernichten.
Galvatrons erste Handlung besteht darin, Starscream, der sich in der Zwischenzeit zum neuen Anführer der Decepticons erklärt hat, zu töten. Im Anschluss greift er abermals Autobot City an und schlägt die Autobots in die Flucht. Eines der Schiffe der Autobots stürzt dabei auf dem Planeten Quintessa ab, wo Kup, Hot Rod und die Dinobots den fünfgesichtigen Quintessons begegnen, die mit allen ihren Opfern bizarre Gerichtsverfahren abhalten. Mit Hilfe des reimenden Wheelie gelingt den Autobots die Flucht von Quintessa.
In der Zwischenzeit ist das zweite Schiff der Autobots mit Ultra Magnus, Springer, Arcee, Perceptor und Daniel auf dem Planeten Junk abgestürzt. Nachdem Galvatron Ultra Magnus in Stücke geteilt und ihm die Matrix abgenommen hat, begegnen die übrigen Autobots den Bewohnern des Planeten, den Junkions. Nach einigen Missverständnissen gelingt es Kup und Hot Rod, die inzwischen ebenfalls auf Junk gelandet sind, die Junkions davon zu überzeugen, Ultra Magnus wieder zu reparieren.
Galvatron ist derweil mit der Matrix zu Unicron zurückgekehrt, der in der Zwischenzeit die Monde Cybertrons verschlungen hat. Als er versucht, die Matrix gegen Unicron einzusetzen, verwandelt sich dieser in einen gigantischen Roboter, verschlingt Galvatron und macht sich im Anschluss daran, auch Cybertron zu verschlingen.
Kurz darauf treffen Hot Rod und die übrigen Autobots auf Cybertron ein und dringen sogleich ins Innere Unicrons ein. Während Daniel seinen Vater Spike sowie einige andere Autobots, die von Unicron mitsamt der Mondbasen verschluckt worden sind, rettet, spürt Hot Rod Galvatron auf und verwickelt diesen in einen Zweikampf. Schließlich gelingt es Hot Rod, letzterem die Matrix abzunehmen, woraufhin diese ihn in Rodimus Prime verwandelt. Daraufhin schleudert er Galvatron ins All, öffnet die Matrix und zerstört mit ihrer Hilfe Unicron.
Der Film endet damit, dass Rodimus Prime als neuer Anführer der Autobots eine neue Ära des Friedens auf Cybertron ausruft, während Unicrons Kopf Cybertron als neuer Mond umkreist.

## Rezeption
In den USA wurde Transformers – Der Kampf um Cybertron am 8. August 1986 im Kino uraufgeführt. Entgegen den Erwartungen Hasbros entwickelte sich der Film jedoch zu einem regelrechten Desaster an den Kinokassen und nahm weniger als 6 Millionen US-Dollar ein. Auch von der Kritik wurde der Film nahezu durchweg verrissen. Kritisiert wurde unter anderem, dass der Film Kenntnisse der Zeichentrickserie und der darin auftretenden Hauptfiguren als Grundwissen voraussetzte und daher wenig einsteigerfreundlich war. Auch sonst wurden viele Aspekte des Films als unverständlich kritisiert, beispielsweise das völlige Fehlen einer erkennbaren Motivation Unicrons. So schrieb Charles Solomon in der Los Angeles Times: „Unicron apparently destroys entire worlds because it has nothing else to do.“ (dt.: „Unicron zerstört anscheinend ganze Welten, weil er nichts Besseres zu tun hat.“)
Auch offensichtliche Ähnlichkeiten mit der Star-Wars-Trilogie wurden häufig bemängelt. Carrie Rickey Knight-Ridder fasste dies in der Dallas Morning News mit den Worten „Essentially a cartoon Star Wars about robots from a toybox galaxy far, far away“ (dt.: „Im Grunde eine Zeichentrickversion von Star Wars aus einer weit, weit entfernten Spielzeugkisten-Galaxis“) zusammen und bezeichnete den Film zudem als „utterly uninspired entertainment“ (dt.: „vollkommen uninspirierte Unterhaltung“).
Caryn James kritisierte in der New York Times, der Film sei „not for anyone too grown-up“ (dt.: „nichts für jemanden, der zu alt ist [um noch zur Zielgruppe zu gehören]“), die Handlung „a variation on a standard plot“ (dt.: „eine Variation einer Standard-Geschichte“), die Animation „not spectacular enough to dazzle adults“ (dt.: „nicht spektakulär genug, um Erwachsene zu blenden“), und die Transformers selbst hätten „few truly human elements to lure parents along“ (dt.: „wenig wahrhaftig menschliche Elemente, um Eltern mitzulocken“).
Für Fans der Serie wiederum stellte der abrupte Tod nahezu sämtlicher bekannter Figuren, die daraufhin durch vollkommen unbekannte Figuren ersetzt wurden, ein großes Problem dar. Insbesondere der Tod Optimus Primes wurde von vielen Kindern als regelrecht traumatisierendes Erlebnis wahrgenommen. Erst Jahre später sollte sich der Film infolge diverser Video- und DVD-Veröffentlichungen zu einem nachträglichen Erfolg entwickeln.
Der kommerzielle Misserfolg von Transformers – Der Kampf um Cybertron hatte unter anderem auch zur Folge, dass ein weiterer Zeichentrickfilm, der auf einer Hasbro-Spielzeugserie basierte, namentlich G.I. Joe: The Movie, überhaupt nicht mehr im Kino lief, sondern gleich auf Video erschien.
Die Ereignisse des Films hatten für den weiteren Verlauf der Zeichentrickserie noch große Nachwirkungen. So wurde Rodimus Prime, der in der dritten Staffel der Serie als neuer Anführer der Autobots häufig im Mittelpunkt der Handlung stand, von vielen Fans abgelehnt. Da sich viele Eltern bei Hasbro über den Tod Optimus Primes beklagten, kehrte dieser am Ende der Staffel schließlich im Verlauf eines Zweiteilers ins Leben zurück, obwohl er zum damaligen Zeitpunkt überhaupt nicht mehr als Spielzeugfigur erhältlich war.

## Fernsehausstrahlungen

### In den USA
In den USA wurde Transformers: The Movie erstmals im Dezember 1988 im Rahmen der sogenannten „fünften Staffel“ der Zeichentrickserie im Fernsehen gezeigt, die vollständig aus Episoden aus früheren Staffeln bestand. Zu diesem Zweck wurde der Film in fünf Teile aufgespalten, die als Transformers The Movie: Day One bis Transformers The Movie: Day Five ausgestrahlt wurden.

### In Deutschland
Zwar wurde die Transformers-Spielzeugserie in Deutschland ab 1985 veröffentlicht, die Zeichentrickserie dagegen wurde erst ab April 1989 auf RTL plus ausgestrahlt. The Transformers: The Movie selbst lief in Deutschland nie im Kino, sondern wurde erst am 24. April 1994 unter dem Titel Transformers – Der Kampf um Cybertron auf RTL uraufgeführt. Die bislang einzige Wiederholung im Fernsehen erfolgte am 1. Mai 1995.
Für RTL stellte der Film einen „Pilotfilm“ zur Serie „Transformers: Generation 2“ dar, einer Neuauflage der Originalserie mit zusätzlichen Effekten und neuem Vorspann, mit der wiederum die gleichnamige Spielzeugserie beworben werden sollte. Dementsprechend kamen in Kampf um Cybertron auch nicht die Sprecher aus der deutschen Synchronfassung der Originalserie zum Einsatz, sondern diejenigen, die auch in der Generation 2-Serie selbst zu hören waren.
Ein Gerücht besagt, dass die RTL-Fassung des Films geschnitten sei, so soll Starscreams Sterbeszene fehlen. Dies wird jedoch von noch existierenden Videoaufzeichnungen der RTL-Ausstrahlung widerlegt.

## Video- und DVD-Veröffentlichungen

### In den USA
Transformers: The Movie wurde erstmals 1987 von Family Home Entertainment auf VHS und Laserdisc veröffentlicht. Um den Film „familienfreundlicher“ zu gestalten, wurde Spike Witwickys „Oh Shit!“-Ausruf entfernt. 1991 wurde der Film von Avid Home Entertainment erneut auf VHS veröffentlicht, gefolgt von einer erneuten Veröffentlichung durch Kid Rhino im Jahr 1999. Von Kid Rhino stammte auch die erste DVD-Veröffentlichung, die im November 2000 auf den Markt kam, inklusive digital überarbeitetem Bild und Ton. Im November 2006 brachte Sony BMG zum 20. Jubiläum des Films eine abermals überarbeitete Fassung auf DVD heraus, die unter dem Titel The Transformers: The Movie 20th Anniversary Special Edition DVD erschien.

### In Großbritannien
Das erste Mal wurde Transformers: The Movie in Großbritannien im Jahr 1987 vom Label Video Gems auf VHS veröffentlicht. im Jahr 2001 veröffentlichte Maverick Entertainment den Film dann parallel auf VHS und auf DVD. 2005 wiederum brachte Metrodome eine überarbeitete Fassung unter dem Namen Transformers: The Movie – Reconstructed heraus, 2007 gefolgt von einer abermals überarbeiteten Fassung unter dem Namen Transformers: The Movie: Ultimate Edition. Im Oktober 2007 veröffentlichte Metrodome den Film zudem erstmals auch auf Blu-ray Disc.

### In Deutschland
In Deutschland wurde der Film im August 2004 von Best Entertainment/Carol Media auf DVD veröffentlicht. Die DVD trug dabei den schlichten Titel Transformers, und weder den auf der Hülle verwendeten Abbildungen, die aus der Zeichentrickserie selbst stammen, noch dem Klappentext, der lediglich die Ausgangssituation der ersten beiden Staffeln der Zeichentrickserie zusammenfasst, war zu entnehmen, dass es sich dabei um einen Film handelt.
Für die DVD-Veröffentlichung wurde der gesamte Film neu synchronisiert, da die ursprüngliche Synchronfassung der RTL-Fernsehausstrahlung nicht auffindbar war. Später sollte sich herausstellen, dass letztere unter dem Titel „Kampf um Cybertron“ abgelegt war. Die DVD-Synchronisation kam ohne bekannte Synchronstimmen aus und wies zudem zahlreiche inhaltliche, sprachliche sowie handwerkliche Fehler auf. Die englischsprachige Originaltonspur wurde als „Special Feature“ beworben.
Im November 2006 wurde die DVD unter dem Label „Great Movies“ noch einmal veröffentlicht. Selbst der Klappentext wurde ohne jegliche Änderungen übernommen. Den einzigen Unterschied stellte hierbei die DVD-Hülle dar, die diesmal Abbildungen aus dem Umfeld verschiedener Transformers-Comic- und Zeichentrickserien, -Videospielen sowie den Titelschriftzug des Transformers-Kinofilms aus dem Jahr 2007 verwendete, was noch weniger Rückschlüsse auf den Inhalt der DVD zuließ.

## Soundtrack
Für die musikalische Untermalung des Films steuerten verschiedene Rock- und Metal-Bands Stücke bei, so beispielsweise Instruments of Destruction von N.R.G. oder die Lieder Nothing's Gonna Stand in Our Way und Hunger von der kanadischen Band Kick Axe, die sich in den USA aus rechtlichen Gründen „Spectre General“ nannte. Der Gitarrist und Sänger Stan Bush wiederum stellte die Stücke The Touch und Dare zur Verfügung, der Komiker Weird Al Yankovic das Lied Dare to be Stupid, und der Titelsong, der auf dem von Anne Bryant geschriebenen Titelthema der Zeichentrickserie basierte, stammte von einer Band namens Lion. Die Hintergrundmusik selbst wiederum stammte von Vince DiCola.
Alle Lieder sowie drei Stücke aus der Filmmusik Vince DiColas waren auch auf dem offiziellen Soundtrack-Album enthalten, das zunächst als Langspielplatte und in den 90er Jahren dann auch auf CD veröffentlicht wurde. Im Rahmen der BotCon-Convention wurde 1997 zudem eine Doppel-CD mit dem Titel Til All Are One angeboten, wobei die erste der beiden CDs weitere Stücke aus Vince DiColas Filmmusik enthielt. Zusammen mit der ursprünglichen Soundtrack-CD ist so die komplette musikalische Untermalung des Films auf CD erschienen.

## Synchronisation
Die deutsche Synchronfassung von 1994 entstand bei der Bavaria Synchron AG in München und die Synchronfassung von 2004 bei Majestix Worx in Mühlheim am Main.
| Rolle                   | Originalsprecher | Synchronfassung 1994 | Synchronfassung 2004      |
| Autobots                | Autobots         | Autobots             | Autobots                  |
| ----------------------- | ---------------- | -------------------- | ------------------------- |
| Optimus Prime           | Peter Cullen     | Thomas Rau           | Aart Veder                |
| Hot Rod/Rodimus Prime   | Judd Nelson      | Crock Krumbiegel     | Achim Barrenstein         |
| Arcee                   | Susan Blu        | Christine Stichler   |                           |
| Blaster                 | Buster Jones     | Willy Schäfer        | Aart Veder                |
| Blurr                   | John Moschitta   | Bernd Simon          |                           |
| Bumblebee               | Dan Gilvezan     | Ulf-Jürgen Wagner    | Heiko Grauel              |
| Cliffjumper             | Casey Kasem      | Ulrich Frank         | Aart Veder                |
| Grimlock                | Gregg Berger     | Gerd Rigauer         | Achim Barrenstein         |
| Jazz                    | Scatman Crothers | Tonio von der Meden  |                           |
| Kup                     | Lionel Stander   | Christoph Lindert    | Aart Veder                |
| Perceptor               | Paul Eiding      | Claus Brockmeyer     | Heiko Grauel              |
| Springer                | Neil Ross        | Frank Muth           | Heiko Grauel              |
| Ultra Magnus            | Robert Stack     | Fritz von Hardenberg | Achim Barrenstein         |
| Decepticons             |                  |                      |                           |
| Megatron                | Frank Welker     | Manfred Erdmann      | Achim Barrenstein         |
| Galvatron               | Leonard Nimoy    | Manfred Erdmann      | Achim Barrenstein         |
| Blitzwing               | Ed Gilbert       | Thomas Rauscher      |                           |
| Bonecrusher             | Neil Ross        | Thomas Albus         |                           |
| Cyclonus                | Stan Jones       | Gerd Rigauer         |                           |
| Devastator              | Arthur Burghardt | Werner Abrolat       |                           |
| Frenzy                  | Frank Welker     | Claus Brockmeyer     |                           |
| Hook                    | Neil Ross        | Claus Brockmeyer     |                           |
| Kickback                | Clive Revill     | Thomas Albus         | Heiko Grauel              |
| Rumble                  | Frank Welker     | Gerd Wiedenhofen     |                           |
| Scavenger               | Don Messick      | Thomas Rauscher      | Heiko Grauel              |
| Scourge                 | Stan Jones       | Thomas Albus         | Heiko Grauel & Aart Veder |
| Scrapper                | Michael Bell     | Tonio von der Meden  | Aart Veder                |
| Shockwave               | Corey Burton     | Claus Brockmeyer     | Heiko Grauel              |
| Shrapnel                | Hal Rayle        | Tonio von der Meden  |                           |
| Soundwave               | Frank Welker     | Thomas Rauscher      |                           |
| Starscream              | Chris Latta      | Bernd Simon          | Heiko Grauel              |
| Menschen und weitere    |                  |                      |                           |
| Erzähler                | Victor Caroli    | Fabian von Klitzing  | Michael Deckner           |
| Daniel Witwicky         | David Mendenhall | Florian Beba         |                           |
| Spike Witwicky          | Corey Burton     | Crock Krumbiegel     |                           |
| Quintesson Richter      | Regis Cordic     | Gerd Wiedenhofen     |                           |
| Quintesson Vollstrecker | Roger C. Carmel  | Thomas Albus         | Aart Veder                |
| Unicron                 | Orson Welles     | Werner Abrolat       | Aart Veder                |
| Wreck-Gar               | Eric Idle        | Ulrich Frank         | Heiko Grauel              |

## Comicadaptionen
Transformers – Der Kampf um Cybertron wurde bislang zweimal als Comic umgesetzt.
Die erste Fassung erschien 1986 parallel zum Kinostart des Films in den USA als dreiteilige Miniserie mit dem Titel Transformers: The Movie bei Marvel Comics. Autor der Adaption war Ralph Macchio, die Vorzeichnungen stammten von Don Perlin, und die Tuschezeichnungen von Ian Akin und Brian Garvey. Die Adaption basierte auf einer frühen Fassung des Drehbuchs und unterschied sich daher in vielen Punkten vom fertigen Film.
2006 erschien parallel zur Veröffentlichung der Jubiläums-DVD durch Sony BMG eine neue Comicadaption des Films als vierteilige Miniserie mit dem Titel Transformers: The Animated Movie 20th Anniversary Special Edition bei IDW Publishing. Autor war diesmal Bob Budiansky, der 1984 bei Marvel maßgeblich für die Ausarbeitung der Charakterisierungen eines Großteils der Original-Transformers verantwortlich und zudem Redakteur von Marvels ursprünglicher Comicadaption des Films gewesen war, während die Zeichnungen von Don Figueroa stammten. Im April 2007 erschien zudem ein Sammelband, der alle vier Ausgaben enthielt.
Bislang wurde keine der beiden Comicadaptionen auf Deutsch veröffentlicht.